# 吉爾曼 (蒙大拿州)
吉爾曼（英語：Gilman）是位於美國蒙大拿州劉易斯與克拉克縣的普查規定居民點。

## 歷史
吉爾曼的郵局於1912年設立，其後於1942年停運。

## 人口
根據2020年美國人口普查的數據，吉爾曼的面積為1.69平方千米，皆為陸地。當地共有人口48人，而人口密度為每平方千米28.4人。